# 路爾斯·奧古斯圖·奧索里奧·羅馬奧
路爾斯·奧古斯圖·奧索里奧·羅馬奧（Luis Augusto Osorio Romao，1983年11月20日—），一般称作奧古斯圖，生于巴西，巴西职业足球运动员，现效力于日本職業足球联赛球会新潟天鵝队。